# Izaak Maurits Kolthoff
Izaak Maurits (Piet) Kolthoff (Almelo, 11 februari 1894 – Saint Paul, 4 maart 1993) wordt beschouwd als de grondlegger van de moderne analytische scheikunde.
In 1911 begon hij zijn studie aan de Universiteit Utrecht. Hij studeerde bij Nickolas Schoorl, die zelf was opgeleid bij de allereerste Nobelprijswinnaar in de scheikunde in 1901, J.H. van 't Hoff.
Zijn eerste publicatie stamde uit 1915. In 1927 werd hij aangesteld bij de University of Minnesota. Daar bleef hij tot aan zijn pensioen in 1962.
In 1964 ontving hij een eredoctoraat aan de Rijksuniversiteit Groningen.
Hij heeft in totaal meer dan 950 publicaties op zijn naam staan.
Zijn belangrijkste doelstelling was het formuleren van een grondige theoretische basis voor analytische scheikunde.
Zijn onderzoek transformeerde deze wetenschap van een verzameling empirische recepten tot een fundamenteel wetenschappelijk onderdeel van de scheikunde.
Zijn meest invloedrijke boek was waarschijnlijk "Quantitative Inorganic Analysis". Dit boek wordt beschouwd als het beginpunt van alle moderne literatuur over analytische scheikunde.
Voor het grote publiek was zijn voornaamste betekenis zijn betrokkenheid bij onderzoek naar synthetisch rubber tijdens de Tweede Wereldoorlog. Vanwege de Japanse bezetting van Zuidoost-Azië was de toevoer van rubber naar de Verenigde Staten afgesneden. Kolthoff hield verscheidene patenten over aan dit onderzoek.
Tijdens de oorlog kwam een groot deel van Kolthoffs familie in Nederland om.
Na de oorlog was hij een vurig pleitbezorger van de wereldvrede en de Verenigde Naties. Hij correspondeerde hierover veelvuldig met Albert Einstein.
De Koninklijke Nederlandse Chemische Vereniging kent elke twee jaar de I.M. Kolthoffprijs toe aan een jonge onderzoeker  die hoogstaand wetenschappelijk onderzoek heeft verricht op het gebied van de analytische chemie. 